# Idaho Potato Museum
L'Idaho Potato Museum (musée de la pomme de terre de l'Idaho) est un musée consacré à la pomme de terre, situé dans l'État de l'Idaho (États-Unis), à Blackfoot, ville qui se pare du titre de « capitale mondiale de la pomme de terre ».

## Histoire

### Bâtiments
Le bâtiment qui abrite actuellement l'Idaho Potato Museum était un dépôt ferroviaire connu sous le nom de Oregon Short Line Railroad Depot. Sa construction a commencé en 1903 et s'est terminée en 1913. Après l'achèvement du dépôt, le bâtiment fut racheté par la compagnie Union Pacific Railroad. 
Pendant plusieurs années, un groupe de personnalités locales impliquées dans le secteur de la pomme de terre ont débattu des stratégies susceptibles de mettre l'accent sur l'importance de la pomme de terre dans l'économie locale, et créer une exposition sur le thème de la pomme de terre. Lorsque l'Union Pacific Railway fit don  à la ville de Blackfoot du bâtiment abritant le dépôt ferroviaire de la gare de Blackfoot, l'idée de transformer ce bâtiment en musée de la pomme de terre fut émise et adoptée.

### Groupe de travail et débats
Le groupe de travail qui est à l'origine du musée comprenait des personnalités du secteur de la pomme de terre de Blackfoot et des représentants de l'administration locale. 
Les membres de ce groupe de travail avaient un accès limité à des ressources et une expérience réduite en matière de gestion de musée, mais cela ne les pas dissuadés de poursuivre ce projet de musée de la pomme de terre.
Certains membres de la communauté locale manquaient d'enthousiasme pour cette idée et s'interrogeaient : « pourquoi des touristes viendraient-ils dans l'Idaho pour visiter un musée de la pomme de terre ? »
Cependant, le groupe de travail continua son action de promotion auprès de la communauté de Blackfoot. 
En février 1988, il invita le directeur du  musée Buffalo Bill de Cody (Wyoming) à s'exprimer dans une réunion publique de la chambre de commerce.
Celui-ci aborda le thème des musées spécialisés, adressant à Blackfoot le message suivant : « parfois, nous ne voyons pas l'or qui se trouve dans notre propre arrière-cour. »
Au fur et à mesure que l'idée d'un musée de la pomme de terre gagnait en popularité dans la communauté locale, les discussions du groupe de travail se focalisèrent sur la question du nom de ce musée.
Nombreux étaient ceux à Blackfoot qui pensaient que le terme de « musée » avait des connotations négatives de « reliques anciennes et poussiéreuses ». 
Prenant en compte ces réactions, le groupe de travail chercha une stratégie pour s'assurer que le projet séduirait un large public et pour cela choisit l'expression « Idaho’s World Potato Exposition » (exposition mondiale de la pomme de terre de l'Idaho).

### Essai d'ouverture
Après de nombreuses années d'inactivité, le site du projet était inhabitable et n'avait pas de toilettes publiques. 
Un commando bénévole a été organisé pour nettoyer le bâtiment et le préparer pour l'ouverture. 
Un essai d'ouverture eut lieu à l'été 1988, attirant près de 2 000 personnes provenant du voisinage.
Ce fut un succès mais l'exposition ne présentait aucun des dioramas projetés, simplement remplacés par des panneaux expliquant le contenu des montages prévus.
Pour confirmer le succès du lancement, Maureen Hill se porta volontaire pour la fonction de directeur (à titre bénévole), qu'elle assura jusqu'en 1989, année où l'exposition fut officiellement ouverte aux touristes. Dans sa première année d'exploitation, l'exposition attira 5 000 visiteurs.

### Soutien matériel
Des dons en matériel et en argent ont été apportés par :
- des entreprises du secteur de la pomme de terre (dont Basic American Foods et Nonpareil)
- des producteurs de pommes de terre locaux,
- la communauté locale,
- le comté local,
- la ville de Blackfoot

## Direction
L'exposition de pommes de terre a été dirigée par plusieurs conseils d'administration.
Nancy Batchelder, qui assuma cette fonction pendant quatre ans, fut la première directrice rémunérée à temps plein de l'exposition de pommes de terre. Nancy Batchelder et Maureen Hill sont crédités de la réussite de la campagne publicitaire free 'taters for out-of-staters.  
En 2002, Sandi Thomas fut nommé directeur de l'exposition. À l'époque, l'exposition connut de graves difficultés financières, mais Sandi Thomas a pu gérer ces difficultés en veillant à ce que l'exposition reste opérationnelle.
En mai 2002, le maire de Blackfoot, Scott Reese, proposa au directeur de la Chambre de commerce de Blackfoot, Merlin Wright, que l'exposition soit gérée et abritée par la Chambre de commerce. Après discussion, toutes les parties impliquées acceptèrent la proposition, et le personnel emménagea dans les bureaux en juin 2002. La société Idaho World Potato Exposition fut dissoute officiellement et  de nouveaux statuts ont été établis et déposés le 17 septembre 2002. L'exposition est maintenant légalement connue sous le nom de Potato Museum, Inc., agissant sous le nom de Idaho Potato Expo.
Sous la direction de la Chambre de commerce, un nouveau conseil d’administration de la société  Potato Museum, Inc. a été nommé. Deby Barrington est devenu président du conseil, et Merlin Wright assuma la fonction de directeur de la société « Idaho Potato Museum Inc. » et de la Chambre de commerce de Blackfoot. 
En 2007, Merlin Wright démissionna de ces deux postes et fut remplacé par Stephanie Govatos, qui remplit cette fonction pendant quatre ans. 

## Exposition
Les objets exposés sont des dons de diverses sources communautaires et commerciales. L'un objets des plus populaires de ce musée est la plus grande chips du monde, don de la société Pringles (groupe Procter & Gamble).
Outre cette chips record (25 pouces -63,5 cm- de diamètre), le musée expose notamment une frise chronologique de l'histoire de la consommation de la pomme de terre aux États-Unis (y compris l'introduction des frites à la table de la Maison-Blanche sous la présidence de Thomas Jefferson). 
Sont également exposées des poteries d'origine péruvienne, vieilles de 1600 ans, dont on pense que ce sont les premiers récipients destinés spécifiquement à la conservation des pommes de terre.
Un Temple de la renommée (Hall of Fame), qui rend hommage aux personnalités les plus emblématiques du secteur de la pomme de terre, est également une caractéristique permanente du musée.

## Boutique
Une boutique de souvenirs, Spud Seller, est annexée au musée et propose des objets en rapport avec le thème de la pomme de terre ou de l'Idaho. À l'origine, la boutique était une petite entreprise qui vendait seulement des articles en consignation ; toutefois, dans les dernières années, des articles souvenirs ont été achetés auprès de multiples grossistes, permettant une croissance significative de l'activité commerciale. 